# 朴吉淵
朴 吉淵（パク・キルヨン、朝鮮語: 박길연、1943年1月26日 - ）は、朝鮮民主主義人民共和国の外交官、政治家。国連大使、外務次官などを歴任。金正日総書記からの信頼が厚く、対米問題について担当した。

## 経歴
1943年に日本統治下の平安北道(現慈江道)に生まれる。国際関係大学卒業。1969年に駐ミャンマー領事に、1975年には駐シンガポール総領事代理に就任した。1982年に外交部米州局長に就任した。翌1983年には外交部副部長に就任し、同年2月にインドで開催された非同盟諸国首脳会議に参加した。1986年に最高人民会議第8期代議員に選出され、9期まで務めた。1985年に国連北朝鮮代表部首席代表に就任し、1991年7月には国連加盟申請書を提出した。同年9月に国連加盟を果たすと国連大使に就任し、同年11月よりコロンビア大使を兼任。1995年にはジョージア州アトランタにあるコカ・コーラ本社を訪問した。1996年6月に国連大使を解任され、中東担当の外交部副部長に就任した。同年9月より外務次官。1998年7月に実施された最高人民会議第10期代議員選挙では選出されなかった。2001年12月に国連大使に再任され、アメリカのプリチャード朝鮮半島和平協議担当特使と会談するなど対話の意思を見せ、六者会合の受け入れを表明した。2002年からカナダ大使を兼任。
2006年に北朝鮮が核実験を実施し、安全保障理事会で制裁決議が採択された際には「朝鮮民主主義人民共和国はこれを宣戦布告とみなし、物理的な報復手段をとる」と述べ、議場を蹴立てて出た。2008年8月には任期が終了したため国連大使を退任し、外務次官に就任した。2010年9月には北朝鮮代表として国連総会で基調演説を行った。2012年には77ヶ国グループ外務長官会議で演説を行い、経済を改善し、国際交流を奨励すると述べた。

## 参考サイト
북한정보포털
| 先代初代 | 国連大使1991年 - 1996年 | 次代金亨宇 |

| 先代李衡哲 | 国連大使2001年 - 2008年 | 次代辛善虎 |